# مركز التجارة الدولي
مركز التجارة الدولية (بالإنجليزية: International Trade Centre)‏ هي وكالة للتعاون التقني لمؤتمر الأمم المتحدة للتجارة والتنمية ومنظمة التجارة العالمية. تأسس عام 1964، ويُمكن مركز التجارة الدولي من نجاح أعمال التصدير الصغيرة الناجحة في البلدان النامية عن طريق توفير الشركاء، وحلول لتنمية التجارة مع القطاع الخاص، ومؤسسات دعم التجارة وصانعي السياسات.

## تاريخ المركز
مركز التجارة الدولية هو خليفة مركز معلومات التجارة الدولية، الذي أنشأته الاتفاقية العامة للتعريفات الجمركية والتجارة في عام 1964 لمساعدة صادرات البلدان النامية. تم التوصل إلى اتفاق بين الجات والأونكتاد الذي تم إنشاؤه حديثًا، لإنشاء شركة فرعية مشتركة في عام 1967. وقد تم إنشاء مركز التجارة الدولي في 1 يناير 1968. يتمتع مركز التجارة الدولية بتفويض مشترك مع منظمة التجارة العالمية والأمم المتحدة من خلال الأونكتاد. مركز التجارة الدولية هو النقطة المحورية للمساعدة الفنية المتعلقة بالتجارة.

## مجالاته
1. تطوير المنتجات والأسواق.
2. تطوير خدمات دعم التجارة.
3. المعلومات التجارية.
4. تنمية الموارد البشرية.
5. إدارة المشتريات والإمدادات الدولية.
6. تقييم الاحتياجات وتصميم البرامج لتعزيز التجارة.

## أعماله
تركز المساعدة التقنية لمركز التجارة الدولية على مسائل ثلاث التي يعتقد أنها الأكثر ضرورة لبناء القدرات الوطنية:
1. مساعدة الشركات في فهم قواعد منظمة التجارة العالمية.
2. تعزيز القدرة التنافسية للمشاريع.
3. وضع استراتيجيات جديدة لتشجيع التجارة.

## البرامج
يشارك مركز التجارة الدولي في مشاريع تقدم المساعدة الفنية للتجارة في البلدان في جميع أنحاء العالم.

### النهوض بالتجارة الأفغانية
تم إطلاق البرنامج في عام 2016 بعد انضمام أفغانستان إلى منظمة التجارة العالمية تحت اسم «أفغانستان: التجارة من أجل النمو الاقتصادي والتعاون الإقليمي»، وهي مبادرة اتخذها الاتحاد الأوروبي ومركز التجارة الدولي والتي تستخدم التجارة كوسيلة لتحقيق النمو الاقتصادي والوظائف للحد من الفقر وتعزيز التعاون الإقليمي. يتكون البرنامج من خطة مدتها ثلاث سنوات (2016-2019) وتشارك وزارة التجارة والصناعة في تنفيذه. يتم تمويله من قبل الاتحاد الأوروبي وتبلغ ميزانيته حوالي 4.5 مليون يورو. 

### آلية تسهيل التجارة والاستثمار الأورومتوسطي
تتكون آلية تسهيل التجارة والاستثمار الأورومتوسطي من بوابة إلكترونية مجانية للمعلومات الخاصة بالبلد والمنتج وتشمل التعريفات والرسوم وإجراءات الاستيراد والتصدير ومتطلبات السوق. هناك تحديثات منتظمة للمعلومات بفضل شبكة من نقاط الاتصال الوطنية في كل بلد متوسطي مشارك. مكتب المساعدة الأورومتوسطي متاح باللغات الإنجليزية والفرنسية والعربية والتركية.
والهدف من ذلك هو تعزيز التكامل الاقتصادي لأن التكامل يفتقر جزئيا من ناحية توافر شفافية المعلومات المتعلقة بالتجارة، ولا تشارك الدول الأورومتوسطية كثيرًا في التكامل الإقليمي.
المشروع ممول من قبل الاتحاد الأوروبي، ومركز التجارة الدولي مسؤول عن تنفيذ آلية تسهيل التجارة والاستثمار الأورومتوسطي. 

### التجارة في آسيا الوسطى
يعمل برنامج التجارة في آسيا الوسطى على تعزيز التجارة الدولية في كازاخستان وقيرغيزستان وطاجيكستان وتركمانستان وأوزبكستان ويتم تمويله من قبل الاتحاد الأوروبي.

### المساعدة المتعلقة بالتجارة بينالاتحاد الأوروبيوسريلانكا
يهدف مشروع المساعدة المتعلقة بالتجارة بين الاتحاد الأوروبي وسريلانكا إلى زيادة القدرة التنافسية التجارية للمؤسسات الصغيرة والمتوسطة الحجم في سريلانكا في الأسواق الإقليمية وأسواق الاتحاد الأوروبي.
مدة المشروع أربع سنوات وتبلغ قيمته 8 ملايين يورو. يتم تمويله من قبل الاتحاد الأوروبي. وهو يدعم القدرة التنافسية التصديرية للشركات الصغيرة والمتوسطة في مختلف القطاعات مثل التوابل والأغذية وتكنولوجيا المعلومات.
يتناول المشروع معايير الامتثال والكفاءات في الإجراءات عبر الحدود، والتي تمثل قيودًا رئيسية للوصول إلى الأسواق، وخاصة بالنسبة للشركات الصغيرة والمتوسطة.

### مشروع تمكين الشباب الغامبي (YEP)
يهدف مشروع تمكين الشباب الغامبي (YEP) إلى تعزيز المهارات وإمكانية توظيف المهاجرين المحتملين والعائدين. يدعم مركز التجارة الدولي توظيف الشباب وريادة الأعمال من خلال التدريبات المهنية والشراكات مع: مؤسسات تنمية المهارات المحلية والدولية، والقطاع الخاص.

### الصندوق الاستئماني الهولندي - المرحلة الثالثة (NTF III)
بدأ الصندوق الاستئماني الهولندي الثالث (NTF III) برنامج القدرة التنافسية لقطاع الصادرات في عام 2013. وهي شراكة بين المركز الهولندي لتعزيز الواردات من البلدان النامية (CBI) التابع لوزارة الشؤون الخارجية الهولندية ومركز التجارة الدولي. والهدف هو تعزيز القدرة التنافسية لخدمات تكنولوجيا المعلومات في بنغلاديش وكينيا وأوغندا،  وكذلك قطاع السياحة في ميانمار،  ومنتجي الأفوكادو في كينيا، ومزارع البن في أوغندا.

### الإجراءات غير الجمركية
يوفر برنامج الإجراءات غير الجمركية منصة تفاعلية تعزز الشفافية وفهم العقبات التي تشكلها الحواجز التجارية غير الجمركية على التجارة الدولية من خلال الحد من الصادرات والواردات من خلال الامتثال لمتطلبات محددة.
البرنامج عبارة عن مبادرة متعددة الوكالات تساعد البلدان على إيجاد حلول تأخذ احتياجاتها الخاصة بعين الاعتبار. والبرنامج لديه تعاون وثيق مع أصحاب المصلحة (المحليين والإقليميين).

### تعزيز التجارة البينية
يركز برنامج تعزيز التجارة البينية الذي تم إطلاقه في عام 2013 على زيادة القدرة التنافسية التصديرية للمشاريع الصغيرة والمتوسطة الحجم المنتجة للعسل والمانجو والتوابل في كينيا وتنزانيا  وزامبيا. وهو برنامج مدته ثلاث سنوات يتم تنفيذه من قبل مركز التجارة الدولي بالتعاون مع المنظمات الرائدة في كل بلد.
تمول حكومة فنلندا برنامج تعزيز التجارة البينية.

### المرأة والتجارة
برنامج المرأة والتجارة هو مبادرة تهدف إلى ربط مليون سيدة أعمال بالتجارة بحلول عام 2020. وبالتالي تساهم هذه المبادرة بشكل مباشر في الهدف الخامس من أهداف التنمية المستدامة من خلال تمكين المرأة.

#### هي تتاجر
تقدم مبادرة هي تتاجر (SheTrades) لرائدات الأعمال منصة عبر الإنترنت للاتصال بالأسواق. يسمح تطبيق هي تتاجر لرائدات الأعمال بمشاركة المعلومات حول شركاتهن مما يزيد من ظهورهن وتمكينهن من التدويل. وهذا يساعد على إشراك المزيد من رائدات الأعمال في سلاسل التوريد للشركات.
تعاونت شركة جرين بيل للاتصالات في كينيا مع جوجل وشركة سي آي أند تي لوضع اقتراح. تم إطلاق منصة SheTrades في عام 2015 في المنتدى الدولي للمرأة في الأعمال في نيروبي.

### برنامج الشباب والتجارة
يركز برنامج الشباب والتجارة على توفير بيئة قوية يستطيع فيها رواد الأعمال الشباب التطور وتلقي المساعدة عند الحاجة. هذا يساعدهم على النمو والتدويل مع توفير فرص الدخل وبالتالي مساعدة الاقتصاد على النمو.
يساهم البرنامج بشكل مباشر في الهدف 4 من أهداف التنمية المستدامة (مهارات ريادة الأعمال) وكذلك الهدف 8 (العمل اللائق والنمو الشامل). 

## المؤتمرات والمنتديات

### مؤتمر هي تتاجر العالمي
مؤتمر هي تتاجر العالمي (SheTrades Global) هو مؤتمر سنوي لمدة يومين. عُقد المنتدى الأول في عام 2011 وحتى عام 2018 كان المؤتمر يسمى معرض ومنتدى البائعات.

### منتدى التجارة من أجل التنمية المستدامة (T4SD)
منتدى التجارة من أجل التنمية المستدامة (T4SD) هو حدث سنوي ينظمه مركز التجارة الدولي.
يربط (T4SD) المجتمعات في السياسة والأعمال والتجارة والاستدامة، مع تحدي قادة الفكر لسد الفجوة بين المناقشات حول معايير الاستدامة وسلاسل التوريد والتجارة الدولية، للعمل من أجل تحقيق أهداف الأمم المتحدة العالمية للتنمية المستدامة (SDGs). 

### مؤتمر الشبكة العالمية لمنظمة ترويج التجارة (TPO)
تم إنشاء منظمة ترويج التجارة في عام 1996 بهدف تقديم منصة لتسهيل التبادل الديناميكي للمعلومات والممارسات الجيدة والخبرات والتعاون حول تقديم الخدمات الموجهة للتصدير بين منظمات ترويج التجارة (TPOs)، وتوفر شَبَكة مُنَّظمة ترويج التجارة منصة حيث يمكن للمنظمات الفردية الاستفادة من تآزر منظمات ترويج التجارة التي تعمل معًا من أجل تحقيق التحسين المستمر والمتبادل من خلال المنتديات المتصلة عبر الإنترنت وغير المتصلة.
يُعقد المؤتمر العالمي لشبكة منظمة ترويج التجارة كل عامين وهو مفتوح لجميع مؤسسات دعم التجارة المكلفة بتقديم خدمات الدعم الفني المتعلقة بالتجارة.
خلال المؤتمر، تُمنح جوائز شبكة منظمة ترويج التجارة لمنظمات ترويج التجارة المحلية الرائدة التي فوضتها حكوماتها لتعزيز إستراتيجية ترويج الصادرات في بلدانهم. تشارك منظمات ترويج التجارة في جوائز منظمة ترويج التجارة في فئات محددة وفقًا لحالة التنمية الاقتصادية للبلدان التي يقع فيها مقرها الرئيسي.

### المنتدى العالمي لتنمية الصادرات (WEDF)
المنتدى العالمي لتنمية الصادرات (WEDF) هو عبارة عن منصة عالمية سنوية تهدف إلى تطوير الشركات الصغيرة والمتوسطة. عقد المؤتمر الأول عام 1999. حضر الحدث أكثر من 600 من كبار صانعي السياسات على الصعيدين المحلي والدولي، ورؤساء منظمات دعم التجارة، وقادة الأعمال وممثلي الوكالات الدولية.
يتألف WEDF من الجلسات العامة رفيعة المستوى وورش العمل والاجتماعات الميسرة بين الشركات والتي تمكن المشاركين من زيادة معرفتهم العملية في أحدث الابتكارات والعمليات والسياسات مع توسيع شبكاتهم.

### مؤتمرات الشركاء
بهدف دعم الشركات الصغيرة والمتوسطة وتأثيرها الإنمائي في التجارة الدولية، يتعاون مركز التجارة الدولية مع المنظمات الشريكة له، منظمة التجارة العالمية ومؤتمر الأمم المتحدة للتجارة والتنمية، من أجل الأحداث من أجل تحقيق هدفه. ومن الأمثلة على هذه الشراكة، من بين أمور أخرى، المنتدى العام لمنظمة التجارة العالمية ومؤتمر المعونة من أجل التجارة.

## المدراء التنفيذيون
كان لمركز التجارة الدولية منذ إنشائه في عام 1964 ستة مديرين تنفيذيين. كان المنصب شاغرا مرتين في تاريخه: في أوائل السبعينيات وأوائل التسعينيات من القرن الماضي.
المدير التنفيذي لمركز التجارة الدولية هو أحد كبار موظفي الخدمة المدنية الدولية في الأمم المتحدة بمستوى الأمين العام المساعد. يتم تعيين المدير التنفيذي لمركز التجارة الدولية وكذلك نائب المدير التنفيذي من قبل رئيسي المنظمتين الأم: المدير العام لمنظمة التجارة العالمية والأمين العام لمؤتمر الأمم المتحدة للتجارة والتنمية. 
| الاسم                  | بداية المدة | نهاية المدة | الجنسية                    |
| ---------------------- | ----------- | ----------- | -------------------------- |
| هربرت ل.جاكوبسون       | 1964        | 1971        | الولايات المتحدة الأمريكية |
| شاغر                   | 1971        | 1975        | -                          |
| فيكتور إي. سانتيابيلاي | 1975        | 1979        | سريلانكا                   |
| بي. سي. أليكسندر       | 1979        | 1981        | الهند                      |
| جوران إنبلوم           | 1981        | 1992        | السويد                     |
| شاغر                   | 1992        | 1994        | -                          |
| جي. دينيس بيليسل       | 1994        | 2006        | كندا                       |
| باتريشيا فرانسيس       | 2006        | 2013        | جامايكا                    |
| أرانشا غونثاليث        | 2013        | 2020        | إسبانيا                    |
| دوروثي تيمبو (مؤقتًا)   | 2020        | 2020        | زامبيا                     |
| باميلا كوك هاميلتون    | 2020        |             | جامايكا                    |

## التمويل
يتم تمويل عمل مركز التجارة الدولي من خلال مساهمات من القطاع الخاص بالإضافة إلى الموارد المقدمة من البلدان المستفيدة والمنظمات الدولية.

## وصلات خارجية
- مركز التجارة الدولي
- مؤتمر الأمم المتحدة للتجارة والتنمية
- منظمة التجارة العالمية